# Deadpool
Deadpool (àlter ego de Wade Wilson) és un personatge de ficció de còmic, un mercenari i un anti-heroi creat per l'artista i coargumentista Rob Liefeld i el guionista Fabian Nicieza. Deadpool aparegué per primera vegada al comic book The New Mutants núm. 98 (febrer de 1991) com a supervillà, però va evolucionar a un antiheroi mentalment inestable.

## Biografia i trajectòria editorial
El poder primari de Deadpool és una curació accelerada dotat pel programa Arma X que li permet regenerar qualsevol teixit destruït a una velocitat sobrehumana i fent-lo immune a les malalties. El factor de curació de Deadpool és tan fort que ha sobreviscut a la incineració completa i la decapitació. És conscient de ser un personatge de ficció i usa aquest coneixement per derrotar els seus enemics tenint accés a informació que normalment no tindria, com llegir números anteriors de còmics o el seu article a viquipèdia, donant un toc humorístic a la sèrie.

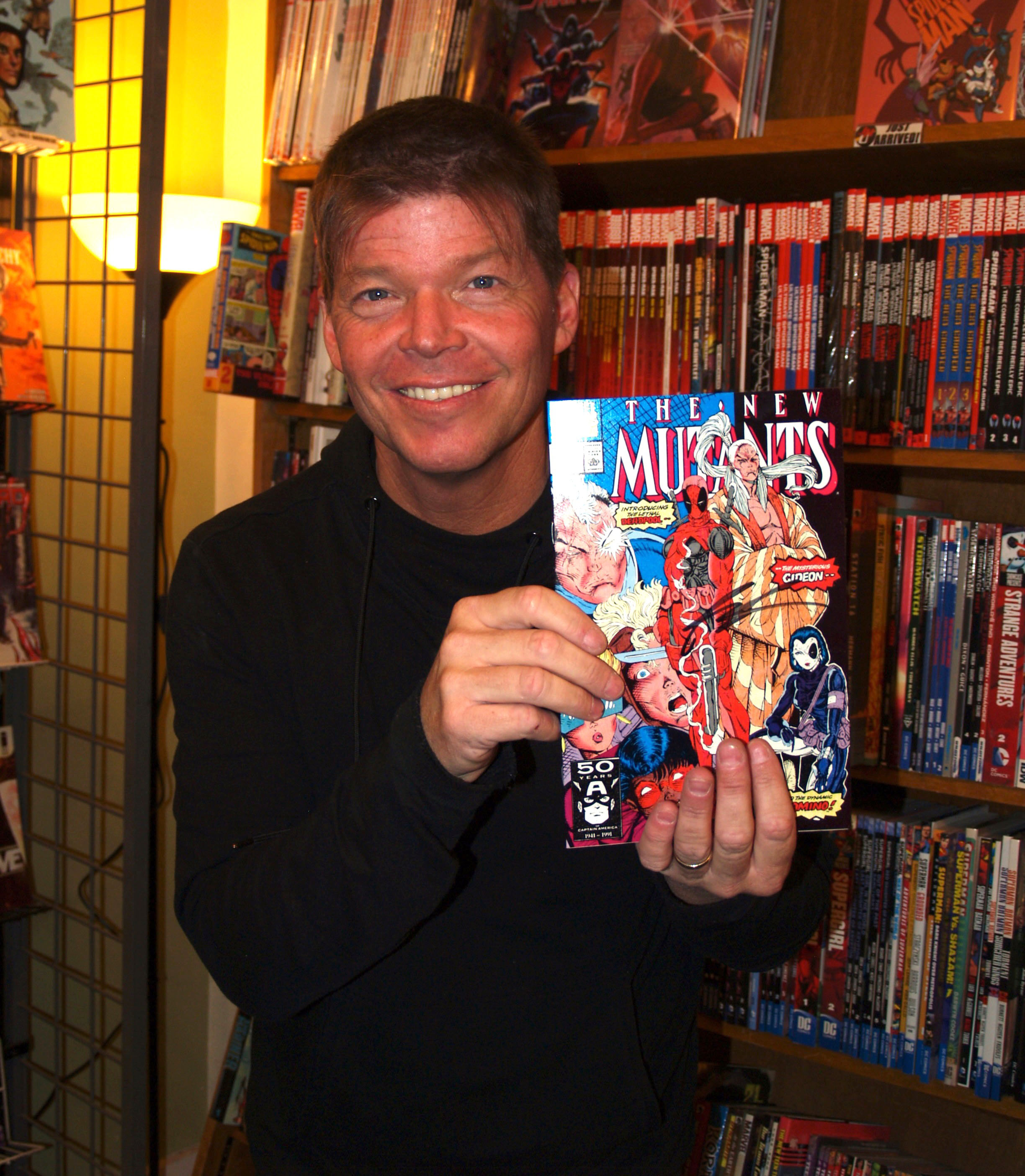
Rob Liefeld, amb una còpia de New Mutants #98,

Apareix en diversos comic books que publica Marvel Comics. El 1993, el personatge va rebre protagonitzar la seva pròpia mini sèrie, titulada The Circle Chase, escrita per Fabian Nicieza i dibuixada per Joe Madureira, i el seu èxit el va fer protagonitzar en 1994 una segona mini sèrie, Deadpool escrita per Mark Waid, dibuixada per Ian Churchill i entintada per Jason Temujin Menor i Bud Larosa. El 1997, Deadpool se li va obtenir el seu propi títol regular, inicialment escrit per Joe Kelly.

## Deadpool al cinema
Se'l pot veure en la pel·lícula X-Men Origins: Wolverine, I el 19 de febrer de 2016 es va estrenar a Catalunya la pel·lícula Deadpool dedicada a aquest personatge.